# Otto Müller (Schriftsteller)

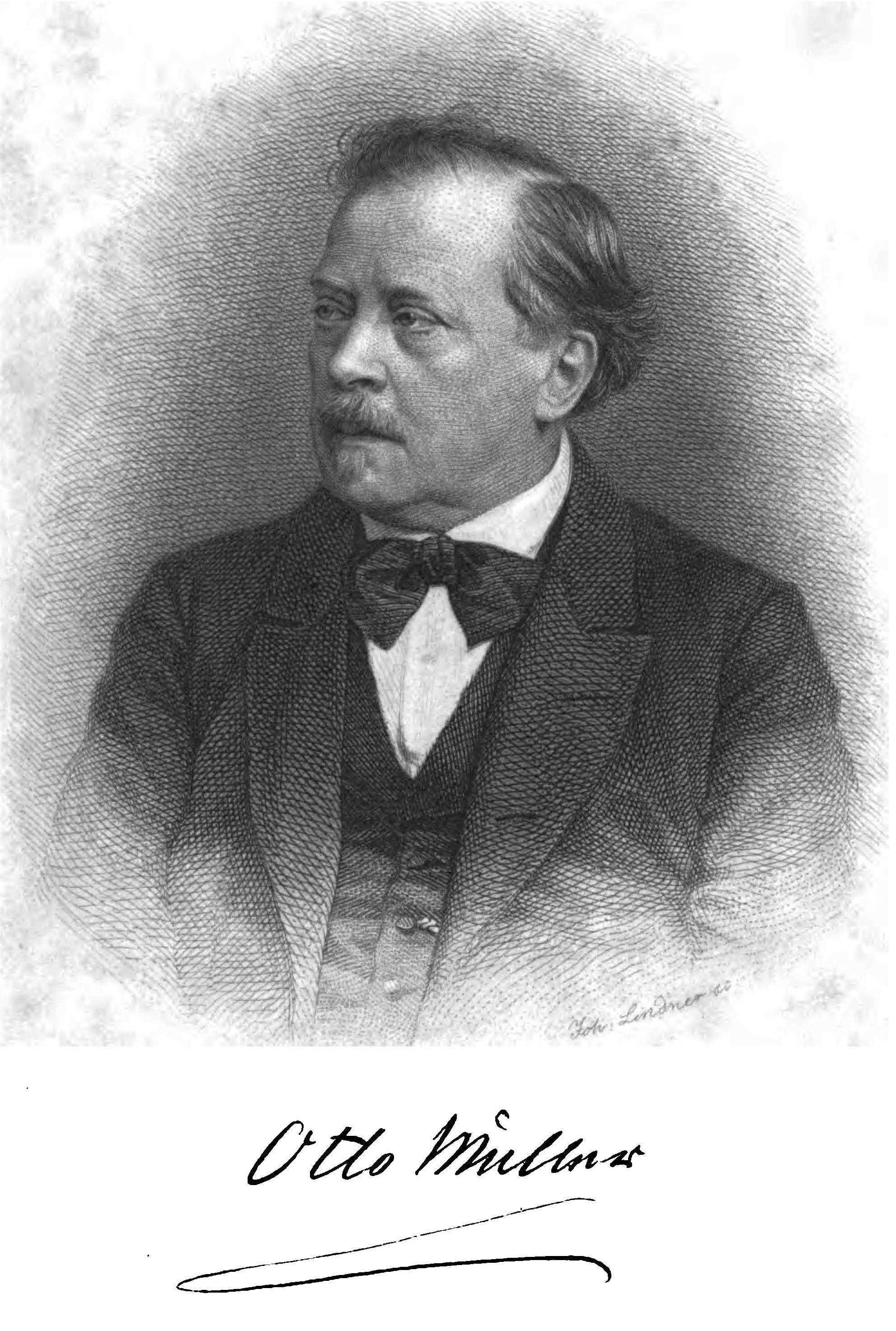
Otto Müller, 1873.

Otto Müller (* 1. Juni 1816 in Schotten; † 6. August 1894 in Stuttgart) war ein deutscher Schriftsteller. Nach 7 Jahren als Bibliothekar in Darmstadt betätigte sich Müller ab 1843 als Herausgeber und Redakteur in Frankfurt am Main und in Mannheim, ab 1856 als freier Schriftsteller in Stuttgart.

## Leben

### Frühe Jahre
Otto Müller wurde am 1. Juni 1816 in Schotten, einer Stadt im Vogelsberg in Oberhessen als Sohn eines Amtssekretärs geboren. Er erhielt seine erste Bildung auf dem Wolfgang-Ernst-Gymnasium in Büdingen und einem Gymnasium in Darmstadt. Auf Wunsch seines Vaters wollte er sich der Theologie widmen, wählte aber nach dessen Tod die kameralistische Laufbahn. Auch diese gab er bald wieder auf und trat 1836 die Stelle eines Bibliothekars an der Darmstädter Hofbibliothek an, mit der später die eines Privatbibliothekars des Prinzen Karl von Hessen und bei Rhein verbunden wurde. 1837 veröffentlichte Müller sein erstes erzählerisches Werk, die Novellensammlung „Frühlingspark“, 1839 das Drama „Rienzi“.

### Frankfurt und Mannheim

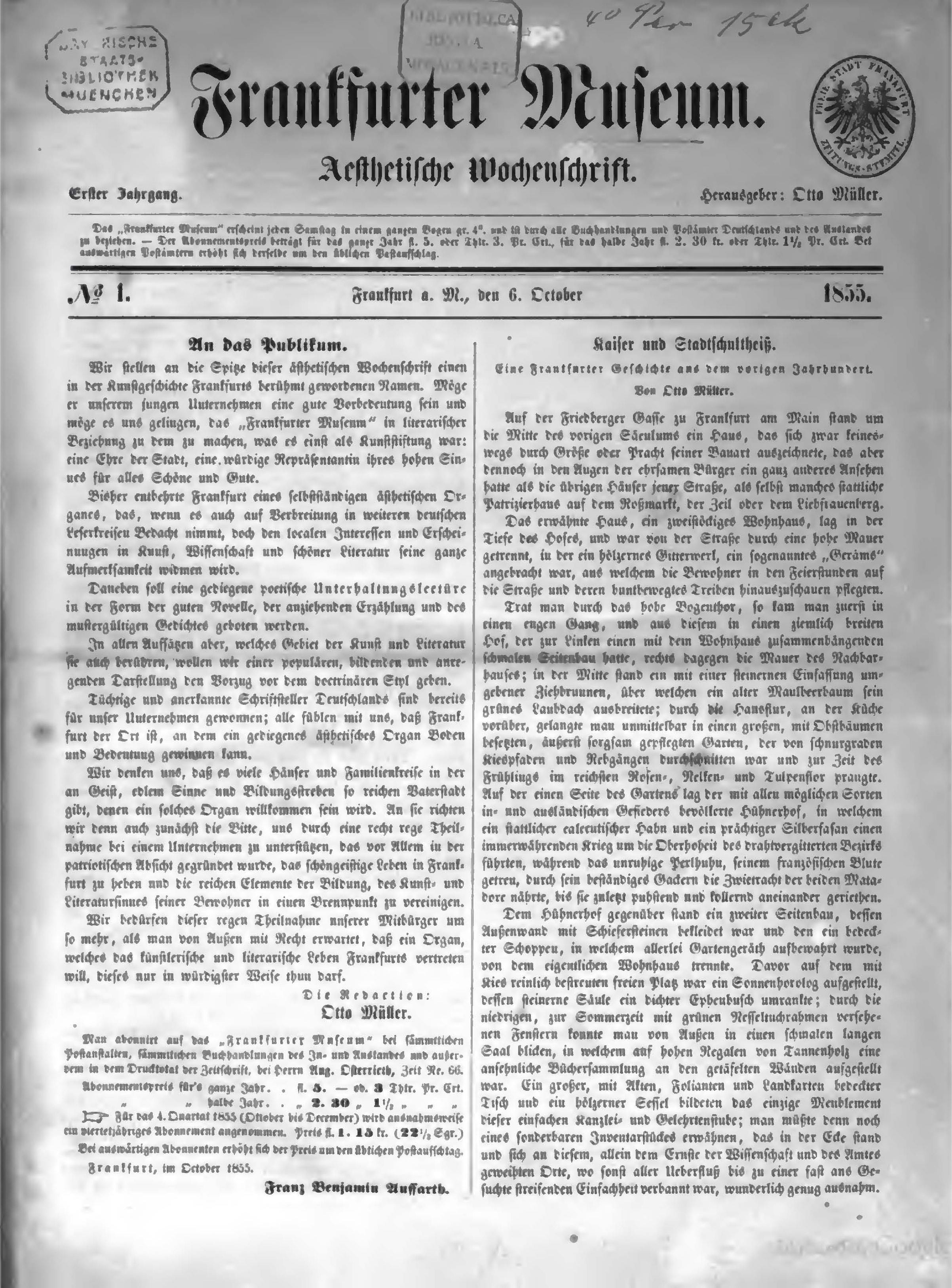
Frankfurter Museum, Erstausgabe vom 6. Oktober 1855.

1843 übernahm Müller die Redaktion des „Frankfurter Conversationsblatts“. Die belletristische Beilage der Frankfurter Oberpostamts-Zeitung nahm unter seiner Leitung einen bedeutenden Aufschwung. Müller, der 1845 als Romancier mit dem Roman „Bürger. Ein deutsches Dichterleben“ debütierte, bemühte sich vor allem um die Mitarbeit junger Schriftsteller und lieferte auch eigene literarische Beiträge. Während seines Aufenthalts in Frankfurt am Main wohnte Müller im Großen Hirschgraben in der Nähe des Goethe-Hauses und verkehrte in der Frankfurter Schriftsteller- und Künstlerwelt.
Von 1848 bis 1852 leitete Müller als Redakteur das „Mannheimer Unterhaltungsblatt. Belletristische Beilage zum Mannheimer Journal“, „welches während der Zeit der Anarchie unter Müllers besonnener Leitung das einzige unabhängige konstitutionelle Organ blieb, das ungeachtet seiner entschieden freisinnigen Tendenz dennoch die Interessen der im Auslande weilenden Regierung vertrat“.
Sein Erstlingsroman verschaffte ihm die Zuneigung von Gustava Fritze aus Bremen, die er Ende 1847 heiratete. Nach dem frühen Tod seiner Frau 1852 siedelte Müller nach Bremen über, wo er fast zwei Jahre in dem angesehenen Haus der Schwiegereltern Fritze weilte und sich von dem schweren Schicksalsschlag erholte.
Im Frühjahr 1854 kehrte Müller nach Frankfurt zurück. Für kurze Zeit leitete er als Herausgeber die „Deutsche Bibliothek. Sammlung auserlesener Original-Romane“ der Meidinger’schen Verlagsbuchhandlung in Frankfurt. In der Reihe erschienen 12 Titel, darunter Müllers „Charlotte Ackermann. Ein Hamburger Theater-Roman aus dem vorigen Jahrhundert“. 1857 ging der Verlag in Konkurs. 
Im Oktober 1855 gründete Müller die Kulturzeitschrift „Frankfurter Museum“. 1856 gab er die Zeitschrift zusammen mit Theodor Creizenach heraus und schied anschließend als Herausgeber aus. 1855 und 1856 wurde Müllers Roman „Kaiser und Stadtschultheiß“ (23 Fortsetzungen) und seine Erzählung „Andrea del Castagno“ (11 Fortsetzungen) im Frankfurter Museum abgedruckt.

### Stuttgart

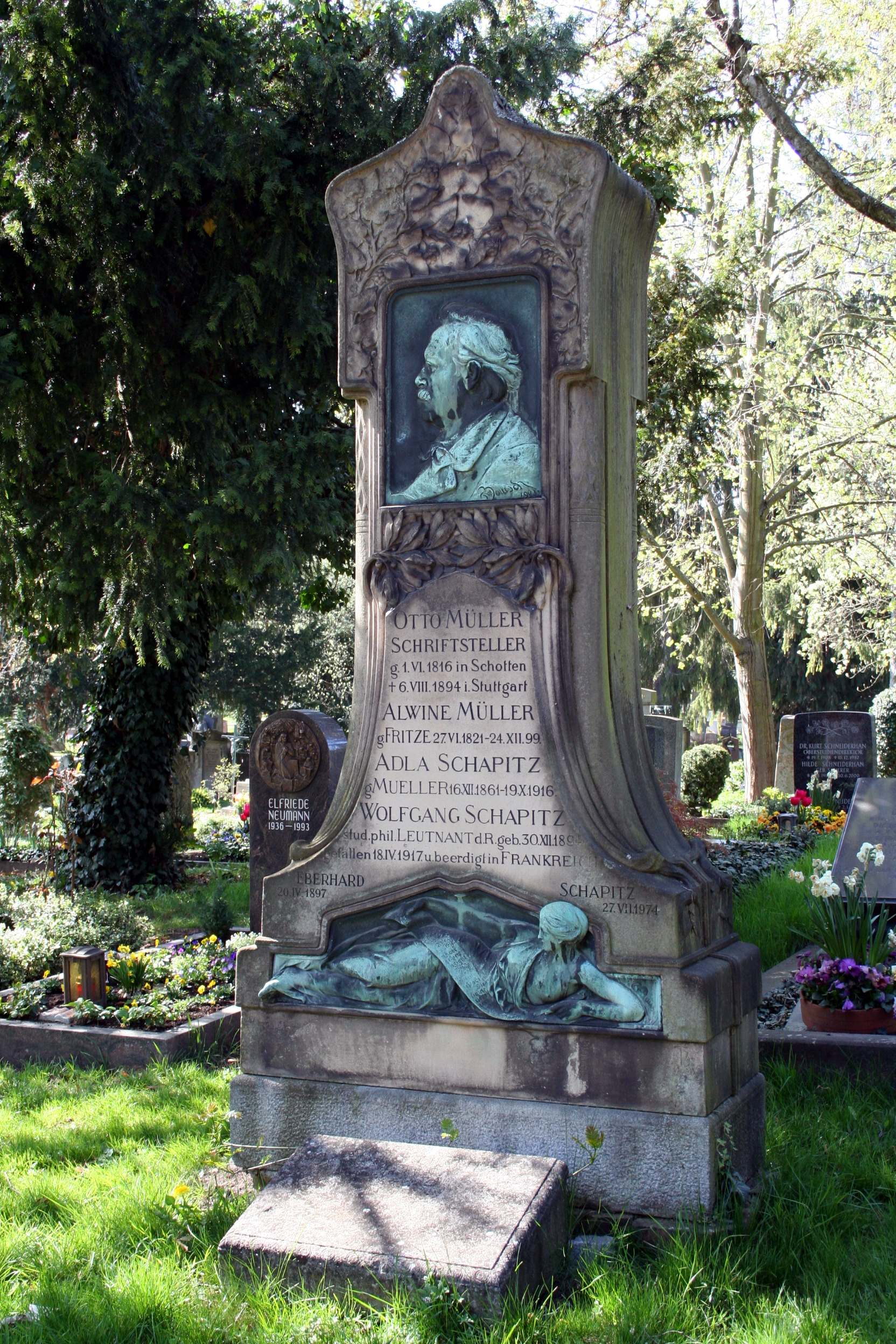
Grabmal der Familie Otto Müller, 2011.

1856 heiratete Müller in zweiter Ehe Alwine Fritze, eine ältere Schwester seiner verstorbenen ersten Frau Gustava. Müller zog nach Stuttgart, wo er „seitdem in unausgesetzt fleißiger schriftstellerischer Tätigkeit“ lebte. Das Ehepaar wohnte in wechselnden Mietwohnungen, bis 1870 im Stuttgarter Westen, dann in der Innenstadt. Ab 1863 wird Müller in den Adressbüchern als „Dr. Otto Müller“ verzeichnet.  
Das Ehepaar Müller nahm regen Anteil an dem gesellschaftlich-kulturellen Leben in Stuttgart. Otto Müller war eng mit Wilhelm Raabe befreundet, der von 1862 bis 1870 in Stuttgart lebte. Müllers und Raabes Wohnungen lagen fußläufig voneinander entfernt in der Nähe des Feuersees und unweit des gesellschaftlich-kulturellen Zentrums der Silberburg. Die Freunde waren Mitglied in den maßgeblichen literarisch-kulturellen Vereinen „Das strahlende Bergwerk“, „Kaffee Reinsburg“ und „Sonntagskränzchen“.

### Familie
Otto Müller heiratete Ende 1847 Gustava Fritze aus Bremen. Aus der Ehe ging der Sohn Gustav hervor, der Teilhaber einer New Yorker Weltfirma wurde. Nach dem frühen Tod seiner Frau 1852 heiratete Müller im Spätherbst 1856 Alwine Fritze (1821–1899), eine ältere Schwester seiner verstorbenen ersten Frau Gustava. Aus der Ehe ging die Tochter Adla Schapitz geb. Müller (1861–1916) hervor.

### Lebensabend
Otto Müller starb im Alter von 78 Jahren am 6. August 1894 in Stuttgart. Seine Frau Alwine überlebte ihn um 5 Jahre und starb 1899 ebenfalls im Alter von 78 Jahren in Stuttgart. Das Grab der Familie Müller befindet sich auf dem Pragfriedhof in Stuttgart in Abteilung 25. Das Grabdenkmal schuf 1901 Otto Müllers Freund, der Stuttgarter Bildhauer Theodor Bausch. Es besteht aus einer Sandsteinstele mit Müllers Porträtrelief und einer liegender Frauenfigur, beide aus Bronze.

## Werk

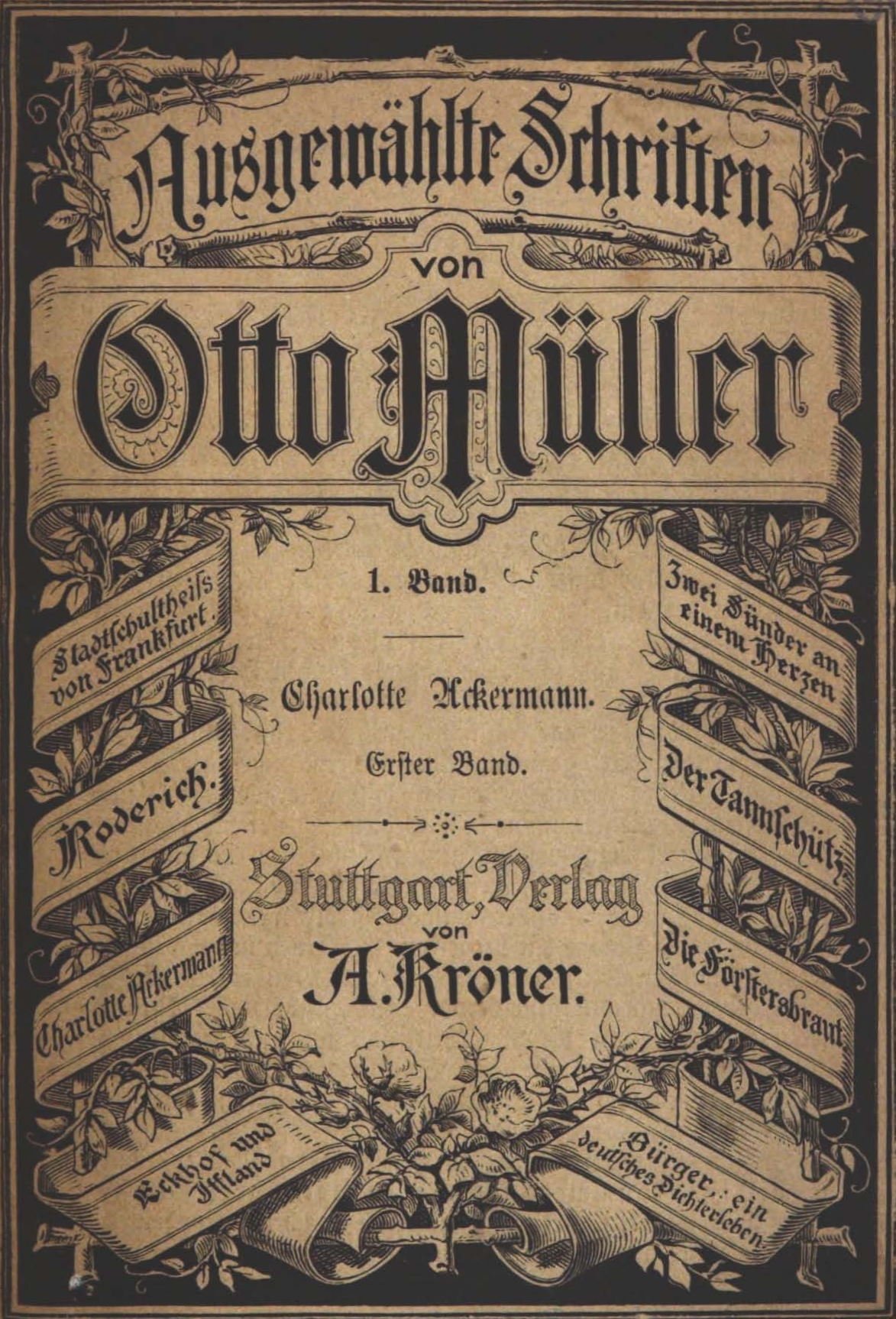
Otto Müller, Ausgewählte Schriften, Band 1.

Otto Müllers überwiegend erzählerisches Werk umfasst etwa 35 Titel, „biographische, historische und kulturhistorische Romane und Novellen, die seinerzeit wegen ihrer unterhaltsamen, gemütvollen bis rührenden Schilderungen menschlicher Schicksale vor einem etwas altertümlichen Zeitkolorit gern gelesen wurden, sowie einige Erzählungen, in denen er vom Leben im Vogelberg, in seiner oberhessischen Heimat, schreibt“.
1873 brachte er im Verlag von Alfred Kröner in Stuttgart „Ausgewählte Schriften in 12 Bänden“ heraus, die folgende Werke umfassten (Jahr der Erstveröffentlichung in Klammern): 
- Bürger. Ein deutsches Dichterleben, 2 Bände (1845)
- Marlo oder Die Mediatisierten, 2 Bände (1848)
- Charlotte Ackermann. Ein Hamburger Theater-Roman aus dem vorigen Jahrhundert, 2 Bände (1854)
- Der Stadtschultheiß von Frankfurt. Ein Familienroman aus dem vorigen Jahrhundert (1856)
- Roderich. Eine Hof- und Räubergeschichte aus dem Jahre 1812, 2 Bände (1861)
- Eckhof und Iffland (1863)
- Zwei Sünder an einem Herzen (1863)
- Die Förstersbraut von Neunkirchen (1869)

## Ehrungen
- In Otto Müllers Geburtsstadt Schotten ist die Otto-Müller-Straße nach ihm benannt.

### Leben und Werk
- Franz Brümmer: Müller, Otto. In: Allgemeine Deutsche Biographie (ADB). Band 52, Duncker & Humblot, Leipzig 1906, S. 527–529.
- Müller, Otto. In: Franz Brümmer: Lexikon der deutschen Dichter und Prosaisten vom Beginn des 19. Jahrhunderts bis zur Gegenwart. Band 5. Leipzig, 1913, Seite 68–69, online.
- Reinhard Frost, Sabine Hock: Müller, Otto im Frankfurter Personenlexikon (Überarbeitete Onlinefassung), sowie in: Wolfgang Klötzer (Hrsg.): Frankfurter Biographie. Personengeschichtliches Lexikon (= Veröffentlichungen der Frankfurter Historischen Kommission. Band XIX, Nr. 2). Zweiter Band: M–Z. Waldemar Kramer, Frankfurt am Main 1996, ISBN 3-7829-0459-1, S. 70 f.
- Meyers Großes Konversations-Lexikon, 6. Auflage 1905–1909, Seite 234, Nummer 42, online.
- Walther Schulte vom Brühl: Otto Müller, ein deutsches Dichterleben. Dargestellt aus des Dichters Briefen. Stuttgart : Bonz, 1895.

### Sonstiges
- Alfred Estermann: Die deutschen Literatur-Zeitschriften 1850–1880. Bibliographien, Programme. Band 3. I–M, 1172–1820. München : Saur, 1989, Nummer 1729, Seite 511–513 (Mannheimer Journal).
- Karl Fricker: Wilhelm Raabes Stuttgarter Jahre im Spiegel seiner Dichtung. Stuttgart 1939.
- Kurt Hoffmeister: Wilhelm Raabe unter Reben : Stuttgart 1862–1870; ... und fühle mich unbeschreiblich wohl hier... Norderstedt 2005.
- Otto Müller papers, Inventory, 2010. Inventar des schriftlichen Nachlasses von Otto Müller in der Brown University Library, Providence, Rhode Island, online.
- Wulf Wülfing; Karin Bruns; Rolf Parr: Handbuch literarisch-kultureller Vereine, Gruppen und Bünde 1825–1933. Stuttgart : Metzler, 1998, Seite 29–42 (Das strahlende Bergwerk), 221–223 (Kaffee Reinsburg), 419–423 (Sonntagskränzchen).